# شیشه‌بر

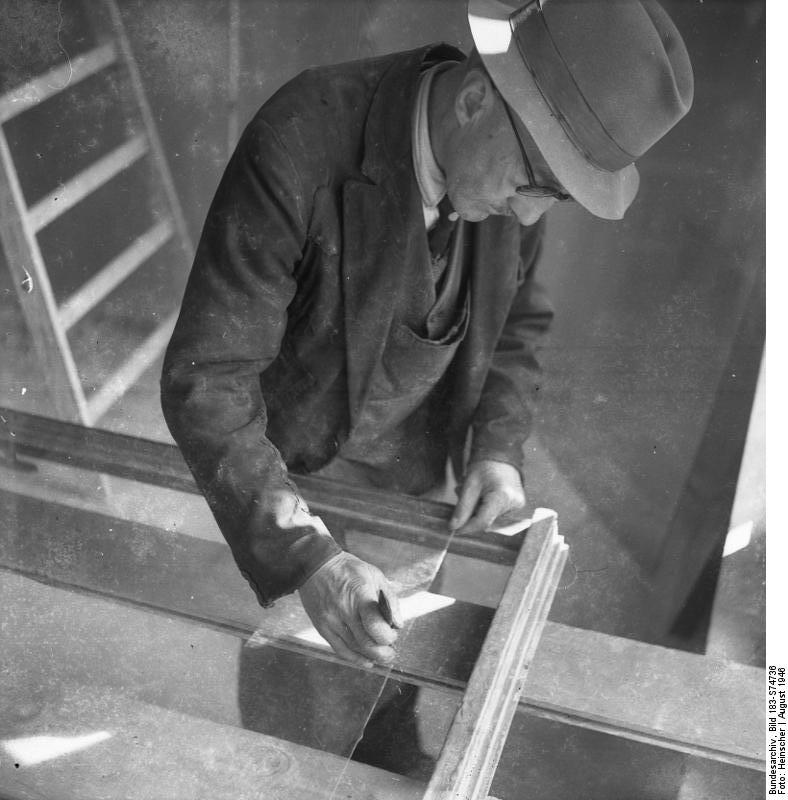
شیشه‌بر

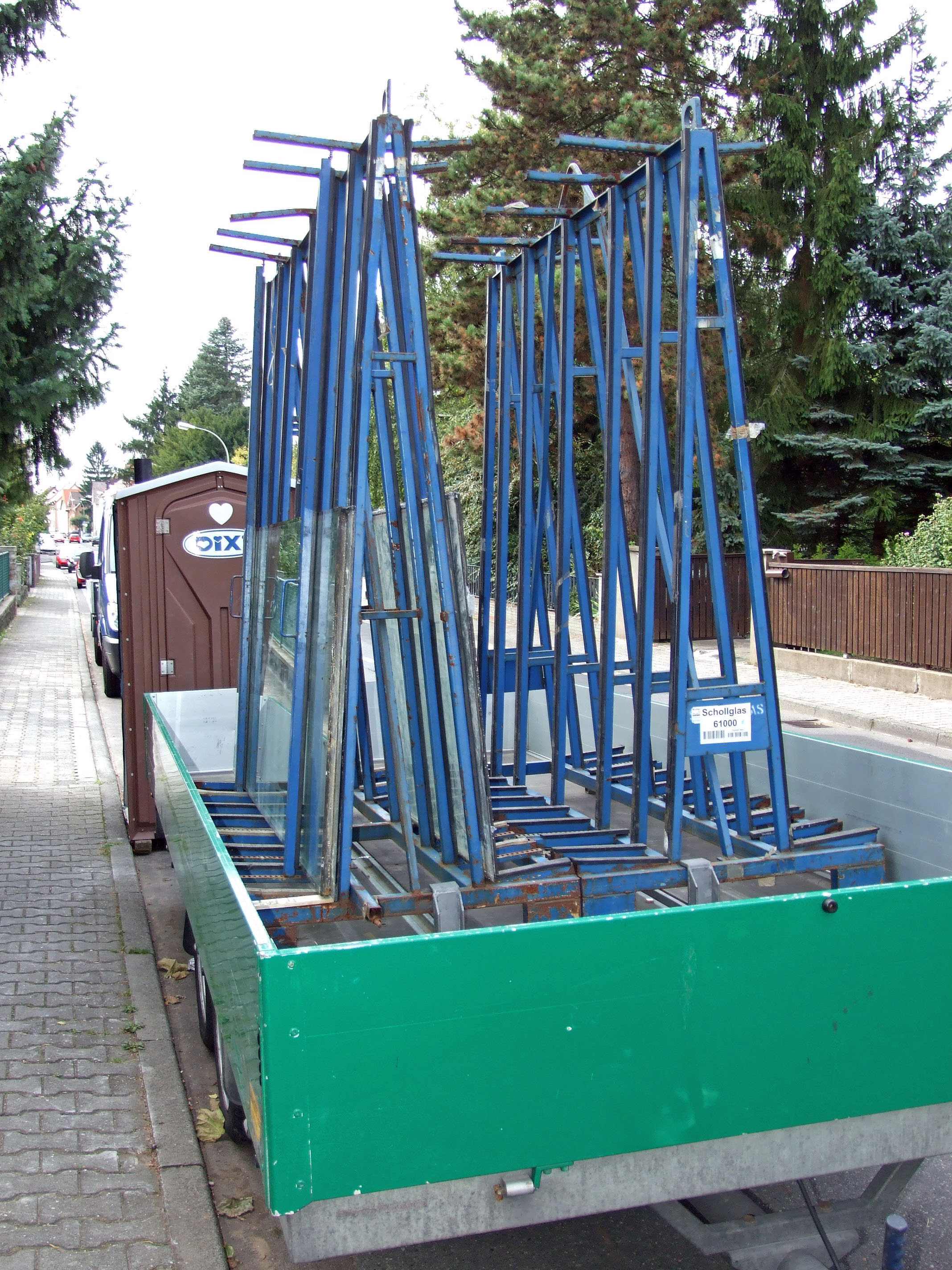
وانت یک شیشه‌بر

شیشه‌بر کسی است که پیشه‌اش انتخاب، برش، نصب و جایگرینی شیشه برای مجموعه‌های مسکونی و تجاری و همچنین ایجاد کارهای هنرمندانه با شیشه در ساختمان‌هاست. شیشه‌برها همچنین در و پنجره و حفاظ‌های آلومینیومی را نصب می‌کنند.